# Gnathomortis
Gnathomortis es un género extinto de saurópsidos mosasáuridos que vivieron durante el Cretácico Superior, en lo que actualmente es Norteamérica.

## Taxonomía
La especie tipo, Gnathomortis stadtmani, fue nombrada originalmente como una nueva especie de Prognathodon, P. stadtmani, en 1999. Sin embargo, estudios posteriores encontraron Prognathodon parafilético con respecto a otras mosasaurinas, y Lively (2020) acuñó el nuevo género Gnathomortis para P. stadtmani.